# Kojolsauki

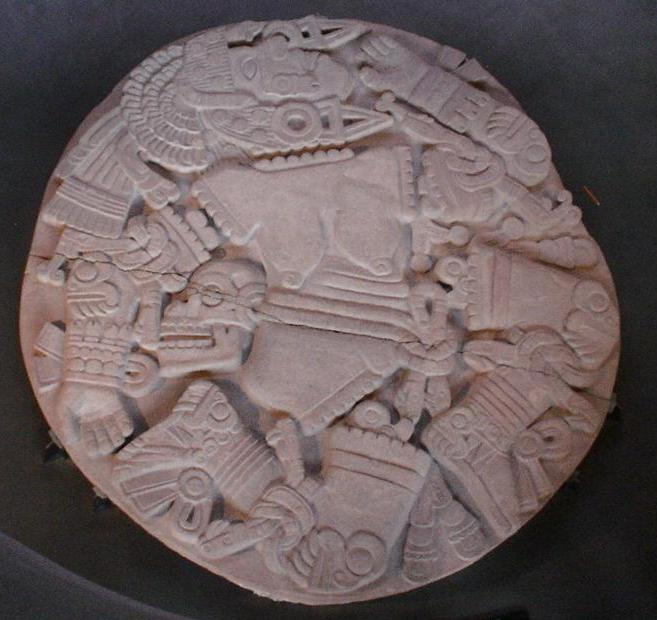
A tenochtitlani piramis lábánál talált Coyolxauhqui-ábrázolás.

Kojolsauki (elterjedt spanyol névírással Coyolxauhqui, a név jelentése „aranycsengők”), a Haragos Arcú holdistennő az azték mitológiában, Koatlikve lánya és a csillagistenek, a Centzon Huitznahua-k uralkodója.

## Története
Amikor Koatlikve teherbe esett, támadásra vezette ellene a testvéreit, végül öccse, az anyját védelmező Vitzilopocstli megölte, majd levágta a végtagjait, és a fejét az égbe hajította, ahol az a holddá változott.